# Nangis
Nangis je francouzská obec v departementu Seine-et-Marne v regionu Île-de-France. V roce 2012 zde žilo 8 351 obyvatel. Je centrem kantonu Nangis.

## Sousední obce
La Croix-en-Brie, Fontains, Fontenailles, Grandpuits-Bailly-Carrois, La Chapelle-Rablais, Rampillon

## Vývoj počtu obyvatel
Počet obyvatel